# Sami Hyypiä
Sami Hyypiä, né le 7 octobre 1973 à Porvoo (Uusimaa), est un footballeur international finlandais. Sami Hyypiä joue au poste de défenseur central. Sa grande taille et son sens du placement font de lui un des meilleurs défenseurs centraux des années 2000.

## Biographie

### Débuts en Finlande
Sami Hyypiä naît à Porvoo et commence le football dans les clubs locaux de Pallo-Peikot et KuMu.
Hyypiä commence sa carrière professionnelle au MyPa 47 en 1992. Dès sa première saison, l'équipe décroche une qualification européenne. Il remporte la Coupe finlandaise en 1992 et en 1995 avec MyPa. Hyypiä fait ses débuts en équipe de Finlande le 7 novembre 1992 lors d'un match contre la Tunisie. Il devient par la suite le patron de la défense et le vice-capitaine de l'équipe de Finlande.
Après quatre années dans l'élite finlandaise, Sami émigre aux Pays-Bas, à Willem II Tilburg.

### Révélation à Willem II (1995-1999)
Doté d'un imposant physique, Hyypiä ne tarde pas à s'imposer dans le club néerlandais où son jeu de tête fait merveille tant en championnat qu'en Coupe d'Europe. Il commence à intéresser les recruteurs de tous horizons et, lorsque Willem II Tilburg décroche une place en Ligue des champions au terme de la saison 1998-1999, le géant finlandais quitte le club pour relever le défi de Gérard Houllier à Liverpool.

### Dix ans à Liverpool (1999-2009)
Avec Hyypiä, associé à Stéphane Henchoz dans l'axe de la défense, le Liverpool FC devient plus hermétique et termine meilleure défense de la Premier League 1999-2000. Sa deuxième saison est plus probante puisque le club remporte un quadruplé historique : Coupe d'Angleterre, Coupe de la Ligue et la Coupe de l'UEFA puis la Supercoupe de l'UEFA 2001. Lors de cette saison 2000-2001, Hyypiä partage le brassard de capitaine avec Robbie Fowler alors que Jamie Redknapp, le capitaine habituel, souffre d'une longue blessure.
En 2002, Hyypiä devient capitaine à plein temps de Liverpool, mais cède le brassard en 2003 à Steven Gerrard.
Doté d'un imposant physique, Sami Hyypiä brille par son jeu de tête. Il se fait aussi remarquer par son bon état d'esprit et ses bonnes relances.
En 2004, le nouvel entraîneur de Liverpool Rafael Benitez, qui remplace Gérard Houllier, déplace Jamie Carragher au centre permettant de le mettre en association avec Hyypiä. Lors de la saison 2004-2005, Liverpool remporte la Ligue des champions aux tirs au but face au Milan AC, après avoir remonté trois buts d'écarts. Le 10 août 2005, Hyypiä prolonge son contrat jusqu'en 2008.
En dépit de la spéculation lors de l'été 2007 le liant à Fulham, Newcastle United et Wigan Athletic, Hyypiä insiste sur le fait qu'il restera à Liverpool jusqu'à la fin de son contrat.

### Fin de carrière au Bayer Leverkusen
Le 4 mai 2009, Sami Hyypiä, sur le site officiel de Liverpool, annonce sa signature au Bayer Leverkusen, et ce pour une durée de 2 ans. En juillet 2010, le nouveau manager de Liverpool, Roy Hodgson, l'encourage à revenir à Liverpool pour, cette fois, intégrer le staff technique.
Il décide de mettre fin à sa carrière footballistique en mai 2011 à l'âge de 37 ans.

### Reconversion comme entraîneur (depuis 2012)
Le 1er avril 2012, à la suite du limogeage de Robin Dutt (de), il devient coentraîneur du Bayer Leverkusen en compagnie de Sascha Lewandowski. Pour sa première saison pleine comme entraîneur, il mène le Bayer à la troisième place de la Bundesliga.
Le 6 juin 2014, Hyypiä signe un contrat de 3 ans en faveur du club de Brighton & Hove Albion évoluant en deuxième division anglaise. En décembre de la même année, il est démis de ses fonctions.
Le 21 août 2015, il rejoint le FC Zurich en remplacement d'Urs Meier. Il quitte son poste 12 mai 2016.
Le 3 septembre 2020 il devient entraineur assistant auprès de son ancien coéquipier en sélection Teemu Tainio  au FC Haka.

## Statistiques

### Buts en sélection
| Buts | Date            | Lieu                     | Adversaire           | Résultat | Compétition                     |
| ---- | --------------- | ------------------------ | -------------------- | -------- | ------------------------------- |
| 1.   | 9 octobre 1999  | Helsinki, Finlande       | Irlande du Nord      | 4-1      | Qualifications pour l'Euro 2000 |
| 2.   | 12 octobre 2002 | Helsinki, Finlande       | Azerbaïdjan          | 3-0      | Qualifications pour l'Euro 2004 |
| 3.   | 12 février 2003 | Belfast, Irlande du Nord | Irlande du Nord      | 1-0      | Match amical                    |
| 4.   | 7 juin 2003     | Helsinki, Finlande       | Serbie-et-Monténégro | 3-0      | Qualifications pour l'Euro 2004 |
| 5.   | 11 octobre 2006 | Almaty, Kazakhstan       | Kazakhstan           | 2-0      | Qualifications pour l'Euro 2008 |

## Palmarès

### Collectif
- MyPa 47
  - Vainqueur de la Coupe de Finlande : 1995

- Liverpool FC
  - Vainqueur de la Supercoupe de l'UEFA : 2001 et 2005
  - Vainqueur de la Ligue des champions : 2005
  - Vainqueur de la Coupe UEFA : 2001
  - Vainqueur de la Coupe d'Angleterre : 2001 et 2006
  - Vainqueur de la Coupe de la Ligue anglaise : 2001 et 2003
  - Vainqueur de la Charity Shield : 2001 et 2006
  - Vice-champion d'Angleterre : 2002 et 2009
  - Finaliste de la Coupe de la Ligue anglaise : 2005
  - Finaliste du Coupe du monde des clubs : 2005
  - Finaliste de la Ligue des champions : 2007

### Récompenses personnelles
- Joueur finlandais de l'année : 1999, 2001, 2002, 2003, 2005, 2006, 2008, 2009, 2010
- Sportif finlandais de l'année : 2001
- Équipe de l'UEFA de l'année : 2001